# Gimeux
Gimeux é uma comuna francesa na região administrativa da Nova Aquitânia, no departamento de Charente. Estende-se por uma área de 7,40 km². Em 2010 a comuna tinha 739 habitantes (densidade: 99,9 hab./km²).